# Ernő Bródy

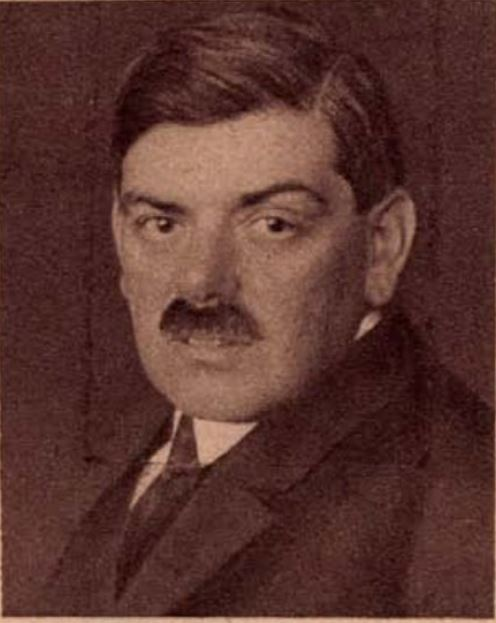
Ernő Bródy

Ernő Bródy (geboren 12. September 1875 in Miskolc, Österreich-Ungarn; gestorben 15. Oktober 1961 in Budapest) war ein ungarischer Jurist und Politiker.

## Leben
Ernő Bródy war ein Sohn des Kaufmanns Vilmos Bródy und der Regina Weinberger. Er besuchte in Miskolc die Mittelschule und studierte zunächst Wirtschaft an der Handelsakademie. Sein Onkel, der Schriftsteller Sándor Bródy, verschaffte ihm einen Studienplatz für Jura an der Universität Budapest und Artikelaufträge in der Zeitung Magyar Hírlap. Nach der Promotion eröffnete er 1900 in Budapest eine Rechtsanwaltskanzlei, spezialisierte sich als Strafverteidiger und verteidigte den Schriftsteller Árpád Zigány in einem Prozess über politische Zensur.
Bródy wurde ein Anhänger des liberalen Politikers Vilmos Vázsonyi und gründete in Budapest einen demokratischen Club. 1906 wurde er erstmals als Abgeordneter in den Ungarischen Reichstag gewählt und 1910 wiedergewählt. 1907 heiratete er Erzsébet Hirschfeld. 1912 trat er den Freimaurern bei.
Bródy wurde 1914 Soldat im Ersten Weltkrieg.
Bei den ersten Wahlen nach Kriegsende wurde er 1920 im Wahlbezirk Újbuda zum Abgeordneten in das Ungarische Parlament gewählt und wirkte auch in der Budapester Kommunalpolitik mit. 1922 trat er nicht zur Wahl an. Er wurde 1926 Parteivorsitzender der Nationaldemokratischen Bürgerpartei, die 1928 zur Nationalliberalen Partei fusionierte. Bródy wurde 1926, 1931, 1935 und 1939 wiedergewählt, bis vom Horthy-Regime die antijüdischen Gesetze verschärft wurden. Bródy leitete 1928 eine Delegation von ungarischen Politikern in die USA, um (erfolglos) auf eine Revision des als Diktat angesehenen Friedensvertrags von Trianon hinzuwirken.
Nach der deutschen Besetzung Ungarns im März 1944 wurde Bródy als Jude inhaftiert und im Gefängnis schwer misshandelt.
Nach Kriegsende wurde Bródy Mitglied des Budapester Nationalkomitees, trat der Demokratischen Bürgerpartei bei und wurde Mitglied der Provisorischen Nationalversammlung. Bei den Parlamentswahlen 1947 wurde er erneut zum Abgeordneten in das ungarische Parlaments gewählt. Nach der Zwangsemigration des Parteivorsitzenden Sándor Szent-Iványi 1947 wurde er Vorsitzender seiner Partei, die noch zur Radikaldemokratischen Allianz fusionierte, aber nach der kommunistischen Machtübernahme bei den Wahlen 1949 keine Rolle mehr spielen durfte. Bródy zog sich daraufhin aus der Politik zurück.

## Schriften (Auswahl)
Titelangaben in deutscher Übersetzung
- Reden vor der Nationalversammlung (Budapest, 1922)
- Die Ungarische Liberale Bewegung für die Gleichstellung der Juden 1840 (Budapest, 1934)
- Wer ist ungarischer Staatsbürger? (Budapest, 1938)
- Das zweite jüdische Gesetz (Budapest, 1939)